# 康布雷條約
科涅克同盟戰爭爆發於1526年，起源於法國國王法蘭索瓦一世與哈布斯堡的神聖羅馬皇帝查理五世對於義大利北部的勢力衝突。到了1529年，法國已無力再戰，1529年8月3日雙方於康布雷簽訂和平條約，法國退出科涅克同盟。奧地利的瑪格麗特女大公代表哈布斯堡王朝出席，法國方面由薩伏依的路易絲代表出席。因此康布雷條約又被稱為「女士和約」（法文：Paz de las Damas）。
根據《康布雷條約》，法蘭索瓦一世被要求放棄對阿圖瓦伯國以及佛蘭德伯國的主權宣稱，僅保留勃艮第伯國。在三年前簽訂的馬德里條約中法國交出作為人質的法蘭索瓦和亨利兩位王子，在法蘭索瓦一世同意支付兩百萬埃居的贖金後得以獲釋回國。法蘭索瓦一世與艾蕾諾爾女大公訂婚，兩人在隔年正式結婚。